# Vicosoprano
Vicosoprano (en alemán Vespran, en romanche Visavraun) era una comuna suiza del cantón de los Grisones, situada en el distrito de Maloja, círculo de Bregaglia. Limitaba al noroeste con la comuna de Soglio, al noreste, este y oeste con Stampa, al sur con Val Masino (IT-SO), y al suroeste con Bondo.
La comuna fue disuelta el 1 de enero de 2010 tras su fusión con las comunas de Castasegna, Soglio, Stampa y Bondo en la nueva comuna de Bregaglia.